# Садове (Вяземський район)
Садо́ве (рос. Садовое) — село у складі Вяземського району Хабаровського краю, Росія. Адміністративний центр та єдиний населений пункт Садового сільського поселення.
Стара назва — Опитна сільськохозяйственна станція.

## Населення
Населення — 212 осіб (2010; 236 у 2002).
Національний склад (станом на 2002 рік):
- росіяни — 95 %